# Grand Prix Paul Borremans
Le Grand Prix Paul Borremans est une course cycliste belge disputée autour de la section de Viane, dans la ville flamande de Grammont (Flandre-Orientale). Créée en 1961, elle est organisée par le Koninklijk Sportkomiteit Viane, un organisme à but non-lucratif,. 
Cette kermesse porte le nom (depuis quand ?) de l'ancien cycliste Paul Borremans, professionnel de 1954 à 1964. Elle compte à son palmarès des vainqueurs prestigieux comme Eddy Merckx, Rik Van Looy ou Roger De Vlaeminck. 

## Palmarès
| Année | Vainqueur              | Deuxième              | Troisième               |
| ----- | ---------------------- | --------------------- | ----------------------- |
| 1961  | Roger Coppens (nl)     | Kamiel Buysse         | Henri Schaerlaeckens    |
| 1962  | Roger Baguet (nl)      | Joseph Planckaert     | Albert Covens           |
| 1963  | Martin Van den Bossche | Willy Raes            | Henri De Wolf           |
| 1964  | Rik Van Looy           | Edward Sels           | Arthur Decabooter       |
| 1965  | Arthur Decabooter      | Jean-Baptiste Claes   | Armand Desmet           |
| 1966  | Eddy Merckx            | André De Marteleire   | Paul Van de Vijver      |
| 1967  | Marcel Maes            | Raymond Steegmans     | Jozef Boons             |
| 1968  | Remi Van Vreckom (nl)  | Richard Bukacki       | Jérôme Kegels           |
| 1969  | Roger Swerts           | Roger Kindt           | Lucien Willekens        |
| 1970  | Roger De Vlaeminck     | Eric De Vlaeminck     | Roger Kindt             |
| 1971  | Eddy Merckx            | Roger Swerts          | Lucien Willekens        |
| 1972  | Gerry Catteeuw         | Eddy Moreels          | Louis Verreydt          |
| 1973  | Lucien De Brauwere     | Giovanni Jiménez      |                         |
| 1974  | Walter Planckaert      | Guido Van Sweevelt    | Marc Demeyer            |
| 1975  | Victor Van Schil       | Theo Smit             | Raymond Steegmans       |
| 1976  | Ludo Peeters           | Jacques Martin        | Ferdi Van den Haute     |
| 1977  | Rudy Pevenage          | Willy Teirlinck       | Jos Gysemans            |
| 1978  | Gustaaf Van Roosbroeck | Ferdi Van den Haute   | Walter Godefroot        |
| 1979  | Rudy Pevenage          | Claude Criquielion    | Ferdi Van den Haute     |
| 1980  | Willy Teirlinck        | Frans Van Vlierberghe | Jean-Louis Baugnies     |
| 1981  | Claude Criquielion     | Lucien Van Impe       | Theo de Rooij           |
| 1982  | Frank Hoste            | Alain De Roo          | Claude Criquielion      |
| 1983  | Dirk Heirweg           | Christian Wauters     | Patrick Machtelinckx    |
| 1984  | Rudy Pevenage          | Dirk Wayenberg        | Claude Criquielion      |
| 1985  | Frank Hoste            | Claude Criquielion    | Eddy Vanhaerens         |
| 1986  | Dirk Wayenberg         | Dirk Heirweg          | Claude Criquielion      |
| 1987  | Claude Criquielion     | Frank Hoste           | Patrick Roelandt        |
| 1988  | Bruno Geuens           | Danny Clark           | Danny Janssens          |
| 1989  | Herman Frison          | Claude Criquielion    | Yves Van Steenwinkel    |
| 1990  | Dirk Heirweg           | Oleg Logvine          | Peter Van Impe          |
| 1991  | Rob Mulders            | Danny Nelissen        | Jean-Pierre Heynderickx |
| 1992  | Wiebren Veenstra       | Beat Wabel            | Wim Sels                |
| 1993  | Eric De Clercq         | Johan Devos           | Pierre Herinne (nl)     |
| 1994  | Edwig Van Hooydonck    | Wim Feys              | Johan Verstrepen        |
| 1995  | Wilfried Peeters       | Matthew Gilmore       | Ronny Assez             |
| 1996  | Danny Daelman          | Peter Spaenhoven (nl) | Jakob Piil              |
| 1997  | John Talen             | Franky De Buyst       | Matthew Allan           |
| 1998  | Eric De Clercq         | Johan Verstrepen      | Wim Omloop              |
| 1999  | Berry Hoedemakers (nl) | Bert Roesems          | Søren Petersen          |
| 2000  | Eric De Clercq         | Geert Omloop          | Jurgen Guns             |
| 2001  | Roger Hammond          | Björn Leukemans       | Steven De Neef          |
| 2002  | Eric De Clercq         | Kristof Trouvé (nl)   | Gert Vanderaerden       |
| 2003  | Andy De Smet           | Daniel Verelst        | Erwin Thijs             |
| 2004  | Steven Caethoven       | Geert Steurs          | Bart De Spiegelaere     |
| 2005  | Wouter Van Mechelen    | Wouter Weylandt       | Marco Bos               |
| 2006  | Mathieu Criquielion    | Geert Omloop          | Roger Hammond           |
| 2007  | Koen Barbé             | Michael Blanchy       | Jens Renders            |
| 2008  | Steven Caethoven       | Lars Petter Nordhaug  | Robert Retschke         |
| 2009  | Bobbie Traksel         | Theo Bos              | Tom Boonen              |
| 2010  | Johnny Hoogerland      | Jérôme Baugnies       | Andreas Schillinger     |
| 2011  | Stijn Devolder         | Wouter Mol            | Laurens De Vreese       |
| 2012  | Steven Caethoven       | Laurens De Vreese     | Fregalsi Debesay        |
| 2013  | Koen Barbé             | Baptiste Planckaert   | Jérôme Baugnies         |
| 2014  | Wout Poels             | Joachim Vanreyten     | Håvard Blikra           |
| 2015  | Jérôme Baugnies        | Aimé De Gendt         | Njål Eivind Kleiven     |
| 2016  | Taco van der Hoorn     | Truls Engen Korsæth   | Marco Minnaard          |
| 2017  | Dries De Bondt         | Frederik Backaert     | Mark McNally            |
| 2018  | Ludwig De Winter       | Niels De Rooze        | Alexander Krieger       |
| 2019  | Lionel Taminiaux       | Joeri Stallaert       | Lars Oreel              |
| 2020  | Pas organisé           | Pas organisé          | Pas organisé            |
| 2021  | Kristian Aasvold       | Jeroen Eyskens        | Jérôme Baugnies         |